# Kosevți, Tărgoviște
Kosevți (în bulgară Кьосевци) este un sat în comuna Antonovo, regiunea Tărgoviște,  Bulgaria. 

## Demografie
Componența etnică a satului Kosevți
     Romi (33%)
     Turci (13%)
     Bulgari (54%)
     Nicio identificare (0%)
La recensământul din 2011, populația satului Kosevți era de 100 locuitori. Din punct de vedere etnic, majoritatea locuitorilor (54%) erau bulgari, existând și minorități de romi (33%) și turci (13%). Pentru 0% din locuitori nu este cunoscută apartenența etnică.